# Stunt Race FX
Stunt Race FX, conhecido no Japão como Wild Trax (ワイルドトラックス, Wairudo Torakkusu), é um jogo de corrida para Super Nintendo. Desenvolvido pela Nintendo EAD com assistência da Argonaut Software (atual Argonaut Games), foi publicado pela Nintendo. 
Foi o segundo jogo a utilizar o chip Super FX, o mesmo utilizado no jogo Star Fox, que permitia a criação de formas poligonais.